# Linia Delwiga

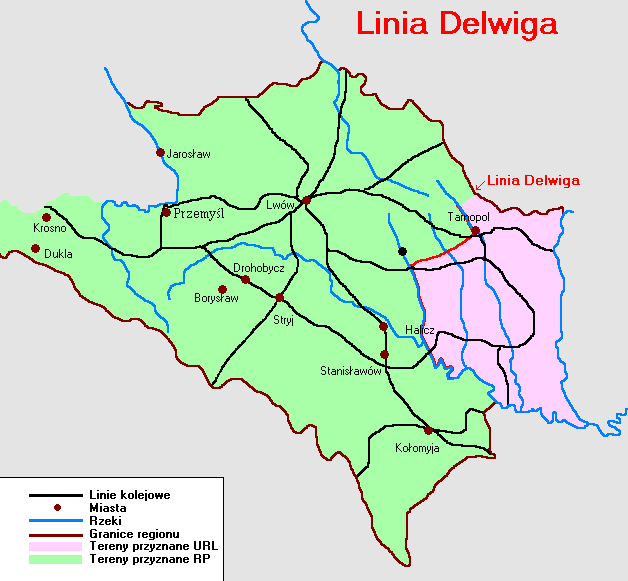

Linia Delwiga – linia demarkacyjna pomiędzy wojskami Ukraińskiej Armii Halickiej a Wojskiem Polskim, ustalona w czerwcu 1919 r.
7 czerwca 1919 r. UHA pod dowództwem gen. Hrekowa rozpoczęła ofensywę czortkowską, w wyniku której odniosła kilkanaście zwycięstw i odzyskała część dawnego terytorium ZURL.
W tym czasie Dyrektoriat URL stwierdził, że spór o Galicję Wschodnią ma tylko charakter terytorialny i dotyczy ludności spornego obszaru, natomiast Armia Czerwona niesie państwu ukraińskiemu zagładę, czyli likwidację suwerenności i podporządkowanie Rosji sowieckiej. Dlatego też Symon Petlura rozpoczął z rządem polskim rozmowy na temat przymierza skierowanego przeciw bolszewikom. W zamian oferował powstrzymanie ofensywy UHA. 
16 czerwca 1919 r. delegacja URL, której przewodniczył gen. Serhij Delwig, bez konsultacji z władzami Zachodniego Obwodu URL (nazwa ZURL po Akcie Zjednoczenia), podpisała z przedstawicielami władz polskich umowę, która miała wejść w życie od 21 czerwca tego samego roku. Według tej ugody ustalono linię demarkacyjną, rozdzielającą oba wojska dnia 1 czerwca 1919 r., nazwaną później linią Delwiga.
Przebiegała ona przez Załoźce, wzdłuż rzeki Seret do  Tarnopola, potem przez Ostrów, Litiatyn, wzdłuż rzek Złota Lipa i Dniestr do wsi Niezwiska.
Zawarcie tego porozumienia ocenione zostało przez Kwaterę Główną UHA jako gra Polaków na zwłokę w obliczu ponoszonej klęski. Dlatego też umowa ta nie została zatwierdzona przez dyktatora Jewhena Petruszewycza i pozostała tylko na papierze – wojska UHA nadal kontynuowały ofensywę na froncie polsko-ukraińskim. 21 czerwca 1919 ofensywa ukraińska straciła impet, 27 czerwca rozpoczęła się kontrofensywa Wojska Polskiego, dowodzona osobiście przez Józefa Piłsudskiego, 16 lipca oddziały Ukraińskiej Armii Halickiej zostały wyparte za Zbrucz. Wraz z nimi wycofał się rząd ZURL, urzędnicy państwowi oraz 100 tysięcy cywilnych uchodźców. 